# الهمامة
الهمامة أحد أكبر قبائل تونس في الوقت الحالي. تترامي منازل هذه القبيلة على الغالبية العظمى من مجالات ولاية سيدي بوزيد في الوسط التونسي 350 كم جنوب العاصمة تونس و ولاية قفصة وصولا إلى نواحي وادي سوف على التراب الجزائري ( أقصى الجنوب الشرقي من الجزائر ). يقال تنحدر قبيلة الهمامة من قبائل بني سليم الوافدة على تونس من الجزيرة العربية في أواسط القرن الثاني عشر ميلادي كما ورد ذلك عن ابن خلدون. على الأرجح يرجع الهمامة إلى ذباب بن ربيعة من فرع زعب. إلا أن البحث والتحرِّي يرجّحان فرضية أن الهمامَّة حلف قوي حول الأشراف من فيض همام من نسل الأدارسة بعد زوال ملكهم. و قد ضم الحلف لفيفا من فروع قبائل عربية على غرار حرب و بني سليم و بني هلال.
تعتبر القبيلة البدوية من أكثر الفخوذ حيوية في الماضي حيث راوحت بين الترحال طلبا للمراعي والإغارة على قبائل الجوار. قد جمع رجال القبيلة على مهارات العرب من فروسية وقتال و جلد في الأسفار وتقفي للآثار وترويض للخيول وغيرها و الكرم وحسن الضيافة والإجارة. إلا أن الإغارة كانت سمة غالبة في حقبة تاريخية على أغلب القبائل العربية. ساهم الاحتلال الفرنسي في تركيز الهمامة في منازلهم المذكورة رغم تواصل ترحالهم لبعض العقود بوتيرة أضعف ثم تواصل تثبيت القبيلة من قبل النظام البورقيبي عقب الاستقلال.

## التاريخ
تاريخيا، لعب الهمامة دورا مهما في النزاعات على السلطة في كل مرة حيث كان الباي في كل مرة يستنجد بها لقتال من ناوءه من قبائل أخرى مالت لصف خصومه. كما كان لهم دور مهم في ثورة علي بن غذاهم الذي أقنعهم هم وحلفائهم من قبائل نفات لعلمه بأهميتهم في رجحان الكفة له بموافقتهم وفشله بدونهم. و قد صدق حدسه فيهم حيث نزل الباي عند مطالبهم. و لكن تمادي علي بن غذاهم في المطالبة بمطالب شخصية من بينها تعيينات أقاربه على أعمال في الإيالة التونسية أوغر صدر من عاضده في ثورته عليه حتى نازله الهمامة و نفات بعد ذلك في نواحي القصرين فأسروا بعض أهله وقتلوا البعض الآخر.
ككل القبائل التونسية تصدى الهمامة بشراسة للفرنسيين وعسكر الباي الذي أمضى معهم الحماية الفرنسية بباردو. و قد نال بعضهم التشريد داخل ليبيا خوف آنتقام الفرنسيين المدججين بأعتى الأسلحة. بعد أيٌّاسهم من قدوم الجيش العثماني رجع المتحيزون لليبيا إلى منازلهم في قفصة و سيدي بوزيد.
لم يفتأ الهمامة طويلا حتى آنطلقوا يناوشون الفرنسيين في كل ريع من تونس متحصنين بالجبال فقدموا الكثير من القادة الميدانيين البارزين مثل البشير بن سديرة و لزهر الشرايطي و مصباح لسود و السيد الغابري وصالح بن عبد الله فندولي وبلقاسم بن عمر الخصخوصي ونفر كثير منهم حتى وصل عدد الشهداء منهم في معركة واحدة دامت ساعات 56 شهيد بجهة المكناسي ولهم تقريبا في كل جبل شهد قتالا للفرنسيين قبورا لشهدائهم الاشاوس.
تواصل عطاء الهمامة الذين تعرضوا بعد الاستقلال لتمزيق شملهم إداريا وإضعاف دور أكابرها والتحيل لقتل ثوارها كما حصل ذلك مع لزهر الشرايطي بآتهامه بالخيانة العظمى من قبل بورقيبة ثم تهميش ممنهج تواصل مع نظام زين العابدين بن علي الدكتاتوري فبدرت منهم ثورة اولى بالرديف ثم ثورة ثانية تلت حرق محمد البوعزيزي بسيدي بوزيد لنفسه وضعت حدا لحقبة ظالمة. 
ينقسم الهمامة إلى عدة فخوذ كثيرة كبيرة ينحدر منها فروعا كثيرة تنقسم بدورها إلى عروش ( عشائر). من أكبر الفخوذ أولاد معمر و أولاد عزيز و اولاد سلامة و اولاد بو يحي و الدوالي و فرحان و تليل ...
من أكبر المدن التي تعرف اغلبية همامية مركز سيدي بوزيد و مركز قفصة وسيدي علي بن عون والمكناسي و الرقاب و منزل بوزيان و بئر الحفي و السند و المضيلة و المتلوي و سيدي عيش و سوق الجديد و الرديف و ام العرائيس و الأرياف المحيطة بكل هذه المدن.

## مواضيع ذات صلة
- قبائل تونس

1. ↑  "قبيلة الهمامة التونسية: رواياتٌ عديدة وعاطفة واحدة". وقائع الشرق الأوسط وشمال أفريقيا. اطلع عليه بتاريخ 2024-01-31.